# Episodi di Crown Court (tredicesima stagione)
La tredicesima stagione della serie televisiva Crown Court è stata trasmessa in anteprima nel Regno Unito dalla Independent Television tra il 3 gennaio 1984 e il 29 marzo 1984.
| nº | Titolo originale                | Titolo italiano | Prima TV UK      | Prima TV Italia |
| -- | ------------------------------- | --------------- | ---------------- | --------------- |
| 1  | Gingerbread Girl (Part 1)       |                 | 3 gennaio 1984   |                 |
| 2  | Gingerbread Girl (Part 2)       |                 | 4 gennaio 1984   |                 |
| 3  | Gingerbread Girl (Part 3)       |                 | 5 gennaio 1984   |                 |
| 4  | Oddball (Part 1)                |                 | 10 gennaio 1984  |                 |
| 5  | Oddball (Part 2)                |                 | 11 gennaio 1984  |                 |
| 6  | Oddball (Part 3)                |                 | 12 gennaio 1984  |                 |
| 7  | The Son of His Father (Part 1)  |                 | 17 gennaio 1984  |                 |
| 8  | The Son of His Father (Part 2)  |                 | 18 gennaio 1984  |                 |
| 9  | The Son of His Father (Part 3)  |                 | 19 gennaio 1984  |                 |
| 10 | Whisper Who Dares (Part 1)      |                 | 24 gennaio 1984  |                 |
| 11 | Whisper Who Dares (Part 2)      |                 | 25 gennaio 1984  |                 |
| 12 | Whisper Who Dares (Part 3)      |                 | 26 gennaio 1984  |                 |
| 13 | Citizens (Part 1)               |                 | 31 gennaio 1984  |                 |
| 14 | Citizens (Part 2)               |                 | 1º febbraio 1984 |                 |
| 15 | Citizens (Part 3)               |                 | 2 febbraio 1984  |                 |
| 16 | Dirty Washing (Part 1)          |                 | febbraio 1984    |                 |
| 17 | Dirty Washing (Part 2)          |                 | 8 febbraio 1984  |                 |
| 18 | Dirty Washing (Part 3)          |                 | 9 febbraio 1984  |                 |
| 19 | Her Father's Daughter (Part 1)  |                 | 13 febbraio 1984 |                 |
| 20 | Her Father's Daughter (Part 2)  |                 | 14 febbraio 1984 |                 |
| 21 | Her Father's Daughter (Part 3)  |                 | 15 febbraio 1984 |                 |
| 22 | There Was an Old Woman (Part 1) |                 | 21 febbraio 1984 |                 |
| 23 | There Was an Old Woman (Part 2) |                 | 22 febbraio 1984 |                 |
| 24 | There Was an Old Woman (Part 3) |                 | 23 febbraio 1984 |                 |
| 25 | Burnt Futures (Part 1)          |                 | 28 febbraio 1984 |                 |
| 26 | Burnt Futures (Part 2)          |                 | 29 febbraio 1984 |                 |
| 27 | Burnt Futures (Part 3)          |                 | 1º marzo 1984    |                 |
| 28 | Mother Figures (Part 1)         |                 | 6 marzo 1984     |                 |
| 29 | Mother Figures (Part 2)         |                 | 7 marzo 1984     |                 |
| 30 | Mother Figures (Part 3)         |                 | 8 marzo 1984     |                 |
| 31 | Big Deal (Part 1)               |                 | 13 marzo 1984    |                 |
| 32 | Big Deal (Part 2)               |                 | 14 marzo 1984    |                 |
| 33 | Big Deal (Part 3)               |                 | 15 marzo 1984    |                 |
| 34 | Love and War (Part 1)           |                 | 20 marzo 1984    |                 |
| 35 | Love and War (Part 2)           |                 | 22 marzo 1984    |                 |
| 36 | Love and War (Part 3)           |                 | 23 marzo 1984    |                 |
| 37 | Paki Basher (Part 1)            |                 | 27 marzo 1984    |                 |
| 38 | Paki Basher (Part 2)            |                 | 28 marzo 1984    |                 |
| 39 | Paki Basher (Part 3)            |                 | 29 marzo 1984    |                 |